# Vale of Edale
Vale of Edale är en dal i Storbritannien.   Den ligger i riksdelen England, i den centrala delen av landet, 240 km nordväst om huvudstaden London.